# Santrinos Raphaël
Santrinos Raphaël (Lomé, 4 de março de 1996) é um artista togolês, cantor, compositor e produtor musical, atuando nos gêneros Afrobeat e R&B contemporâneo.

## Biografia

### Infância e educação
Atassé El Pidio Hounou, conhecido artisticamente como Santrinos Raphaël, nasceu em 4 de março de 1996 em Lomé, Togo, filho de pai de origem beninense e mãe togolesa. Ele possui uma licenciatura em marketing e comunicação pela Escola Superior de Gestão de Informática e Ciências (ESGIS).

### Carreira musical
Santrinos Raphaël iniciou sua carreira musical em 2012, enquanto estudava no Colégio St. Joseph no Togo. Descobriu sua paixão pela música e começou a compor suas próprias canções. Em 2014, lançou seu primeiro single intitulado "Ton numéro", que já refletia seu estilo distintivo, combinando R&B com influências togolesas.
Após ganhar experiência na indústria musical, Santrinos Raphaël continuou a desenvolver seu ofício e lançou vários singles, incluindo "Toute la nuit" em janeiro de 2017 e "Fiançailles" em julho de 2017. Este último foi particularmente bem recebido, ficou em primeiro lugar nos canais de música FM do país e impulsionou o artista ao cenário musical togolês. Com esse sucesso, teve a oportunidade de trabalhar com profissionais da indústria, incluindo o Mansa Groupe, uma divisão da loja de moda Nouvelle Mode em Lomé.
Sua reputação continuou a crescer, com performances notáveis em eventos como Moov Summer Time to Dance e o festival Ateba. Além disso, teve a honra de se apresentar no jantar de pré-lançamento do filme do ator de Hollywood Djimon Hounsou no hotel 2 Février.
Em 2018, Santrinos Raphaël lançou um novo single intitulado "Crois en moi", que quebrou recordes de download no Togo em menos de uma semana. Sua música também foi nomeada em várias categorias no All Music Awards e no Heroes 228 Awards.
Seu primeiro álbum, "Crois en moi", composto por 18 músicas, foi um sucesso comercial, e seu concerto no Palais des Congrès em setembro de 2018 esgotou os ingressos, comprovando sua crescente popularidade junto ao público.
Em setembro de 2021, Santrinos Raphaël lançou seu segundo álbum, "Coup de cœur", composto por 21 músicas, consolidando sua reputação como artista talentoso e versátil.
Em abril de 2023, Santrinos Raphaël participou da 15.ª edição do Festival de Músicas Urbanas de Anoumabo (FEMUA), em Abidjã, representando o Togo como convidado de honra.

## Concertos e turnês
Em 25 de dezembro de 2023, Santrinos Raphaël realizou um concerto notável no Stade Omnisports de Lomé para comemorar o Natal. Diante de milhares de fãs entusiasmados, o artista mais uma vez demonstrou seu talento e popularidade inegável. Os espectadores expressaram sua satisfação nas redes sociais, destacando a qualidade e a energia de sua apresentação.
Em outubro de 2023, Santrinos Raphaël iniciou sua turnê europeia com concertos na Bélgica e na Alemanha, estreando em Paris em 21 de outubro de 2023. O concerto foi um grande sucesso, confirmando o apelo internacional do artista e sua influência crescente além das fronteiras do Togo.

## Discografia
- 2018: Crois en moi (Álbum)[7]
- 2021: Coup de cœur (Álbum)[8]
- 2024: Belle Vie (Álbum)[9]

## Prêmios e indicações

### Prêmios
- 2022: "Camarades", Música do Ano no Heroes
- 2021: Música do Ano, "Maladie d’amour", no Togo All Music Awards 18.ª edição[10]
- 2021: Melhor Artista Masculino do Ano no Togo All Music Awards 18.ª edição[11][10]
- 2021: Álbum do Ano, Coup de cœur, no Togo All Music Awards 18.ª edição[10]
- 2021: Música do Ano no Heroes, "Maladie d’amour"
- 2021: Música do Ano no Heroes, "Agbeto Ft. Mic Flammez"
- 2020: Música do Ano no Heroes, "Waa"[12][13]
- 2918: Artista do Ano no Heroes[14]
- 2018: Álbum do Ano, Crois en Moi, no Togo All Music Awards[1]

### Indicações
- 2020: Melhor Vídeo do Ano no All Africa Music Awards
- 2020: Melhor Colaboração Internacional no Bénin Showbiz Awards
- 2020: Melhor Clipe de Vídeo no Bénin Showbiz Awards
- 2020: Melhor Novo Artista do Ano no African Talent Awards
- 2020: Melhor Colaboração do Ano no African Talent Awards
- 2021: Melhor Vídeo no Global Music Awards Africa
- 2021: Melhor Colaboração no Global Music Awards Africa
- 2022: Melhor Novo Artista no All Africa Music Awards
- 2022: Melhor Artista Francófono no African Talent Awards
- 2022: Melhor Artista da África Ocidental no PRIMUD
- 2023: Melhor Artista da África Ocidental no Kunde em Burkina Fasso
- 2023: Melhor Artista da África Ocidental no Afrima
- 2023: Melhor Artista da África Ocidental no PRIMUD, Costa do Marfim[15][16]